# 北关街道 (汉中市)
北关街道，是中华人民共和国陕西省汉中市汉台区下辖的一个乡镇级行政单位。

## 行政区划
北关街道下辖以下地区：
人民路社区、前进路社区、兴汉路社区、石马路社区、黄家塘村、张万营村、青龙观村、叶家营村、付家巷村、王观营村、焦山庙村、唐家巷村、武家沟村、白渡村和汤房村。